# بوسمونت سور سر
بوسمونت سور سر (به فرانسوی: Bosmont-sur-Serre) یک کمون در فرانسه است که در ان (ا-دو-فرانس) واقع شده‌است. بوسمونت سور سر ۹٫۶۸ کیلومتر مربع مساحت دارد ۸۵ متر بالاتر از سطح دریا واقع شده‌است.